# William Watson (kupiec)
William Watson (ur. ? w hrabstwie Shropshire, zm. 20 listopada 1559 w Londynie) – angielski kupiec, armator i dyplomata.

## Życiorys
Urodził się jako syn Johna Watsona. William Watson był członkiem Czcigodnego Stowarzyszenia Sukienników (Worshipful Company of Drapers). Był kupcem bałtyckim od co najmniej 1531, królewskim agentem korony angielskiej ds. zakupów (Crown agent) na Bałtyku z siedzibą w Gdańsku (1538-1559), którego głównym zadaniem było zaopatrywanie floty angielskiej. Współpracowali z nim jego bracia, Richard i Roger, który mieszkał w Gdańsku i działał tam jako jego agent.
W 1546 za pośrednictwem Williama Watsona Henryk VIII negocjował z radą miejską Gdańska zakup sprzętu okrętowego na rzecz marynarki wojennej, m.in. masztów, powrozów itd., a w 1558 Maria I negocjowała z królem Polski Zygmuntem II Augustem zezwolenie Watsonowi na eksport z Gdańska niezbędnych materiałów dla floty angielskiej wolnych od cła.